# Сосна кубинская
Сосна кубинская (лат. Pinus cubensis), (исп. pino cubano)  — вид хвойных деревьев рода Сосна. Вид близок к сосне эспаньольской.

## Распространение и экология
Эндемик восточной части Кубы. Встречается в предгорьях и горах (горы Сьерра-Маэстра), а также в сосновых пустошах вдоль побережья. Растёт на высотах 100-1200 м над уровнем моря. 
Вид интродуцирован в Эквадоре.

## Ботаническое описание
Вечнозелёное дерево высотой от 25-30 м. Кора серовато-коричневая, чешуйчатая.
Хвоя тёмно-зелёная, жёсткая, собрана в пучки по 2 иглы, длиной 10-14 см.
Шишки продолговатые, красновато-коричневые. Длина шишек 5-6 см. Семена длиной 5-6 мм, с крылом 20-25 мм.